# 大久保開
大久保 開（おおくぼ ひらく、1992年〈平成4年〉 - ）は、日本の小説家。宮城県出身。

## 経歴
宮城県名取北高等学校を経て、2014年に東北芸術工科大学芸術学部文芸学科を卒業。
卒業後は名取市役所の職員として働きながら作家活動を続け、2016年に「青に叫べよ」で第5回集英社みらい文庫大賞優秀賞を受賞。これを機に発売されたデビュー作『ラストサバイバル』は現在シリーズ化されている。

## 作品リスト

### 生き残りゲームラストサバイバル
集英社みらい文庫、イラスト：北野詠一
- 『生き残りゲーム　ラストサバイバル　最後まで歩けるのはだれだ!?』集英社〈集英社みらい文庫〉、2017年6月。ISBN 978-4-08-321376-2。
- 『生き残りゲーム　ラストサバイバル　でてはいけないサバイバル教室』 2巻、集英社〈集英社みらい文庫〉、2017年10月。ISBN 978-4-08-321400-4。
- 『生き残りゲーム　ラストサバイバル　つかまってはいけないサバイバル鬼ごっこ』 3巻、集英社〈集英社みらい文庫〉、2018年3月。ISBN 978-4-08-321425-7。
- 『生き残りゲーム　ラストサバイバル　かけめぐれ無人島！ サバイバルアドベンチャー』 4巻、集英社〈集英社みらい文庫〉、2018年7月。ISBN 978-4-08-321451-6。
- 『生き残りゲーム　ラストサバイバル　宝をさがせ！サバイバルトレジャー』 5巻、集英社〈集英社みらい文庫〉、2018年11月。ISBN 978-4-08-321471-4。
- 『生き残りゲーム　ラストサバイバル　絶叫禁止！サバイバル病院』 6巻、集英社〈集英社みらい文庫〉、2019年2月。ISBN 978-4-08-321487-5。
- 『生き残りゲーム　ラストサバイバル　自分に負けるな！サバイバル運動会』 7巻、集英社〈集英社みらい文庫〉、2019年6月。ISBN 978-4-08-321509-4。
- 『生き残りゲーム　ラストサバイバル　その手をはなすな！サバイバルペア』 8巻、集英社〈集英社みらい文庫〉、2019年10月。ISBN 978-4-08-321509-4。
- 『生き残りゲーム　ラストサバイバル　チームで勝ちぬけ！サバイバルウォーター』 9巻、集英社〈集英社みらい文庫〉、2020年2月。ISBN 978-4-08-321560-5。
- 『生き残りゲーム　ラストサバイバル　残酷な白い少年の話！運命のサバイバルさいころ』 10巻、集英社〈集英社みらい文庫〉、2020年5月。ISBN 978-4-08-321579-7。
- 『生き残りゲーム　ラストサバイバル　新たなチームと登れ！サバイバルマウンテン』 11巻、集英社〈集英社みらい文庫〉、2020年10月。ISBN 978-4-08-321608-4。
- 『生き残りゲーム　ラストサバイバル　桜のように舞いちる！サバイバルサムライ』 12巻、集英社〈集英社みらい文庫〉、2021年2月。ISBN 978-4-08-321628-2。
- 『生き残りゲーム　ラストサバイバル　あの日の誓いをかみしめて！ サバイバルフードファイト』 13巻、集英社〈集英社みらい文庫〉、2021年6月。ISBN 978-4-08-321654-1。
- 『生き残りゲーム　ラストサバイバル　絶望感染！サバイバルゾンビ鬼』 14巻、集英社〈集英社みらい文庫〉、2021年10月。ISBN 978-4-08-321682-4。
- 『生き残りゲーム　ラストサバイバル　絶望感染！サバイバルゾンビ鬼』 15巻、集英社〈集英社みらい文庫〉、2022年2月。ISBN 978-4-08-321707-4。
- 『生き残りゲーム　ラストサバイバル　しくまれた入学！サバイバル中学校』 16巻、集英社〈集英社みらい文庫〉、2022年7月。ISBN 978-4-08-321734-0。
- 『生き残りゲーム　ラストサバイバル　かせぐが勝ちの学園生活！サバイバルポイント』 17巻、集英社〈集英社みらい文庫〉、2022年11月。ISBN 978-4-08-321752-4。
- 『生き残りゲーム　ラストサバイバル　かせぐが勝ちの学園生活！サバイバルポイント』 18巻、集英社〈集英社みらい文庫〉、2023年4月。ISBN 978-4-08-321780-7。
- 『生き残りゲーム　ラストサバイバル　逃げ道なしの大激走！サバイバルアスロン』 19巻、集英社〈集英社みらい文庫〉、2023年9月。ISBN 978-4-08-321809-5。
- 『生き残りゲーム　ラストサバイバル　告白の行方と未来への決断！サバイバル遊園地』 20巻、集英社〈集英社みらい文庫〉、2024年2月。ISBN 978-4-08-321833-0。
- 『生き残りゲーム　ラストサバイバル　決別のラストバトル！リクの最後の願い』 21巻、集英社〈集英社みらい文庫〉、2024年8月。ISBN 978-4-08-321866-8。

### 絶滅世界 ブラックイートモンスターズ
集英社みらい文庫、イラスト：巻羊
- 『絶滅世界　ブラックイートモンスターズ　喰いちぎられる世界で生き残るために』集英社〈集英社みらい文庫〉、2021年3月。ISBN 978-4-08-321632-9。
- 『絶滅世界　ブラックイートモンスターズ　黒波サバイバル！タイガのライバルとタツキのあこがれ』 2巻、集英社〈集英社みらい文庫〉、2021年7月。ISBN 978-4-08-321658-9。
- 『絶滅世界　ブラックイートモンスターズ　決してもどらない暗闇の世界だけど』 3巻、集英社〈集英社みらい文庫〉、2021年12月。ISBN 978-4-08-321691-6。
- 『絶滅世界　ブラックイートモンスターズ　黒波サバイバル！タイガのライバルとタツキのあこがれ』 4巻、集英社〈集英社みらい文庫〉、2022年8月。ISBN 978-4-08-321738-8。

### こちら、ヒミツのムー調査団!
Gakken、イラスト：ゆえ、監修：ムー編集部
- 『こちら、ヒミツのムー調査団！　その少年はＵＦＯから来た！？』Gakken、2023年8月。ISBN 978-4-05-205710-6。
- 『こちら、ヒミツのムー調査団！　悪夢！？モフモフ大パニック』 2巻、Gakken、2024年2月。ISBN 978-4-05-205850-9。
- 『こちら、ヒミツのムー調査団！　ＵＭＡ出没！魔女のウラ小学校』 3巻、Gakken、2024年7月。ISBN 978-4-05-205938-4。

### アンソロジー収録作
- 「生き残りゲーム　ラストサバイバル　サバイバル正座！　最後まで座れるのはだれだ!?」『５分で夢中！　サイコーに熱くなる話』集英社〈集英社みらい文庫〉、2017年10月。ISBN 978-4-08-321401-1。